# Louis Vestrepain

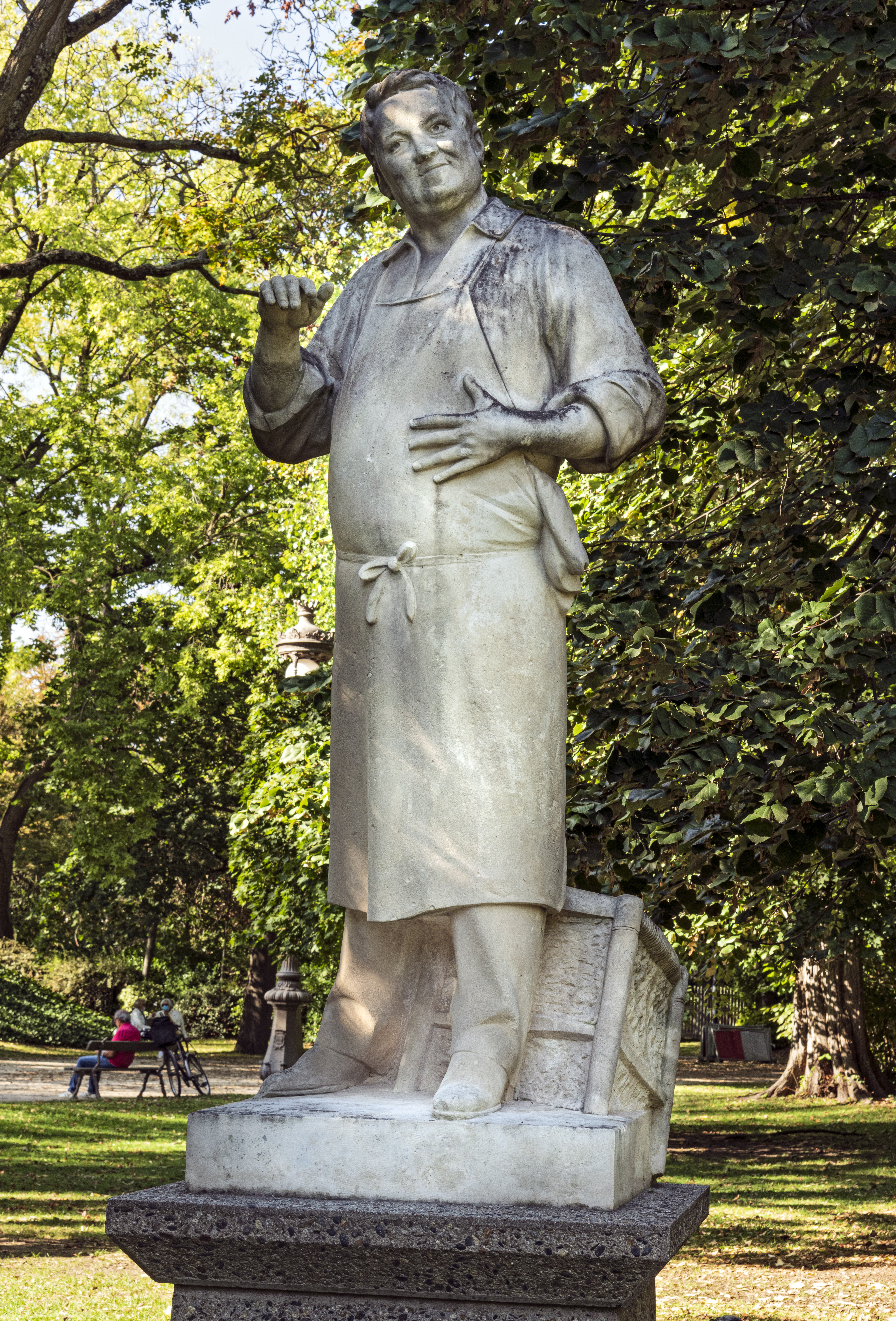
Jardin du Grand Rond Statue par Antonin Mercié

Louis-Catherine Vestrepain (17 août 1809, Toulouse - 25 décembre 1865, Toulouse), est un poète toulousain écrivant en occitan.
Il est le fils d'un cordonnier.
« Vestrepain n'était pas un savetier ordinaire... Il était savetier et poète par surcroît. Et c'était un fort aimable poète qui rima force jolies chansons dans le pittoresque langage de sa province ».

## Œuvres de Vestrepain
- Las Abanturos d'un campagnard a Toulouse, per L.V.C., Toulouse, Dagallier, 1836, 16 p.
- Las Abanturos d'un Toulousén a la campagno, satiro (1838), Dagallier, 1838, éd. chez l'auteur, 1869, 16 p.
- Le fouet de carnabal, Toulouse, Larrugue et Dours, 1841.
- L'Anjo de caritat, 1845, 11 p.
- Les Noutaris et les banquiés, ou les Banquoroutiés fraoudulouses, odo satiriquo, coumpousado en 1846, Toulouse, P. Montaubin, 1849, 8 p.
- Libertat, Égalitat, Fraternitat, pouémo, per Louis Vestrepain, Toulouse, P. Montaubin, 1849, 19 p.
- Le Laourié d'un bastisso nobo, ou la Mort de Marcél, pouémo, courounat per la Soucietat archeologiquo de Beziés, Toulouse, J. Dupin, 1855, 16 p. par Vestrepain, d'après le rapport de M. Laurés, lu dans la séance publique du 17 mai 1855 de la Société archéologique de Béziers, qui précède le poème. - À la fin, se trouve un Extrait de "L'Agent dramatique", du 31 mai 1855, signé "Napoléon Tachoires", qui reproduit un poème de Vestrepain intitulé "Mesprés et amour de la lengo roumano".
- Las Espigos de la lengo moundino, poésies languedociennes, Toulouse, Delboy, 1860, XII-328 p.
- La trahison, ou La pastouro abandounadou, pastrorale languedocienne, paroles de Louis Vestrepain, musique de Marie-Jean Miégeville, Toulouse, J. Rouget, 1870.

### Études sur Vestrepain
- Robert Lafont et Christian Anatole, Nouvelle histoire de la littérature occitane, PUF, 1970, 2 vol., vol. 2, p. 527.
- Fausta Garavini, La letteratura occitanica moderna, Firenze, Sansoni / Milano, Accademia, 1970, p. 105.
- Jean Fourié, Dictionnaire des auteurs de langue d'oc de 1800 à nos jours, Aix-en-Provence, Félibrige, 2009.